# Toponimia de España
La toponimia de España consiste en el estudio de los topónimos dentro de los actuales límites de España. La toponimia de una zona o región determinada está estrechamente relacionada con la historia, la lingüística y la cultura de los grupos humanos que han intervenido en su poblamiento a través del tiempo. Los topónimos españoles se pueden dividir sintéticamente de acuerdo a su origen en seis grandes grupos: prerromanos (incluyendo vascos), romanos (o latino-románicos), visigóticos (germánicos), árabes, guanches (o canarios) y modernos (castellanos, catalanes o valencianos, gallegos, etcétera).

## El estudio de la toponimia española
El estudio de la toponimia española ha sido generalmente escaso, aunque casi siempre manejando correctamente la documentación antigua, las leyes lingüísticas y los contextos históricos.[cita requerida] Hay que tener presente que la evolución de las palabras está sometida a unas leyes fonéticas peculiares y características de cada lengua, las cuales, sin embargo, son a veces interferidas por la acción de diversos factores (cultismo, cruces, substrato, etimología popular, etc.), que hacen necesario reconstruir en lo posible la historia del topónimo, reuniendo la mayor cantidad posible de sus variantes ortográficas en los documentos medievales, sin olvidar que con frecuencia los escribas los han deformado por latinización arbitraria, por castellanización sistemática o por catalanización, galleguización, etc., cuando no por etimología popular.
De entre los principales estudiosos de la toponimia española destacan Joan Corominas, Menéndez Pidal, M. Asín Palacios, A. Llorente Maldonado de Guevara, E. Moreu-Rey, entre otros, por la relevancia de sus trabajos.[cita requerida]

## Tipos de topónimos
La gran mayoría de topónimos cuyo origen se conoce son descriptivos, es decir, identifican el lugar de acuerdo con algunas características que tiene, tuvo o se le asignaron. Según su origen semántico, existen diversos tipos de topónimos:
- Antropotopónimos: también llamados topónimos patronímicos, derivan de nombres propios de persona, como Sedaví (< ar. بَبي سيدبي banī Sīdabī, «hijos del setabense»).[2]
- Cromotopónimos: derivan de términos que indican color, como Vélez-Rubio o Penya-Roja.
- Fitopónimos: derivan de nombres de árboles, plantas, flores, bosques, etcétera, como Avellaneda (de avellano). Una lista de colectivos de plantas puede consultarse en la Wikilengua.
- Hidrotopónimos: derivan de nombres de ríos, corrientes, lagos, estanques, fuentes, manantiales, pozos, etc. como Alcira (< val. Alzira < ar. الجزيرة al-ĝazīratu, «la isla»)[3] o Guadix (< ar. وَادي أَش, wādī ʾaš, «río de Ash» < lat. Acci).
- Hagiotopónimos: derivan de nombres de santos, como Santander (< *Sant Andero < *Sanct Endere < lat. Sancti Emetherii) o Santiago de Compostela.
- Orotopónimos: derivan de elevaciones del terreno, llanuras o vaguadas, como Puig (< val. puig, «monte») o Albacete (< ar. ألبسيط, al-basīṭ, «el llano»).
- Zootopónimos: derivan de nombres de animales, como Colmenar Viejo o Cebreros.

## Toponimia según origen

### Toponimia prerromana

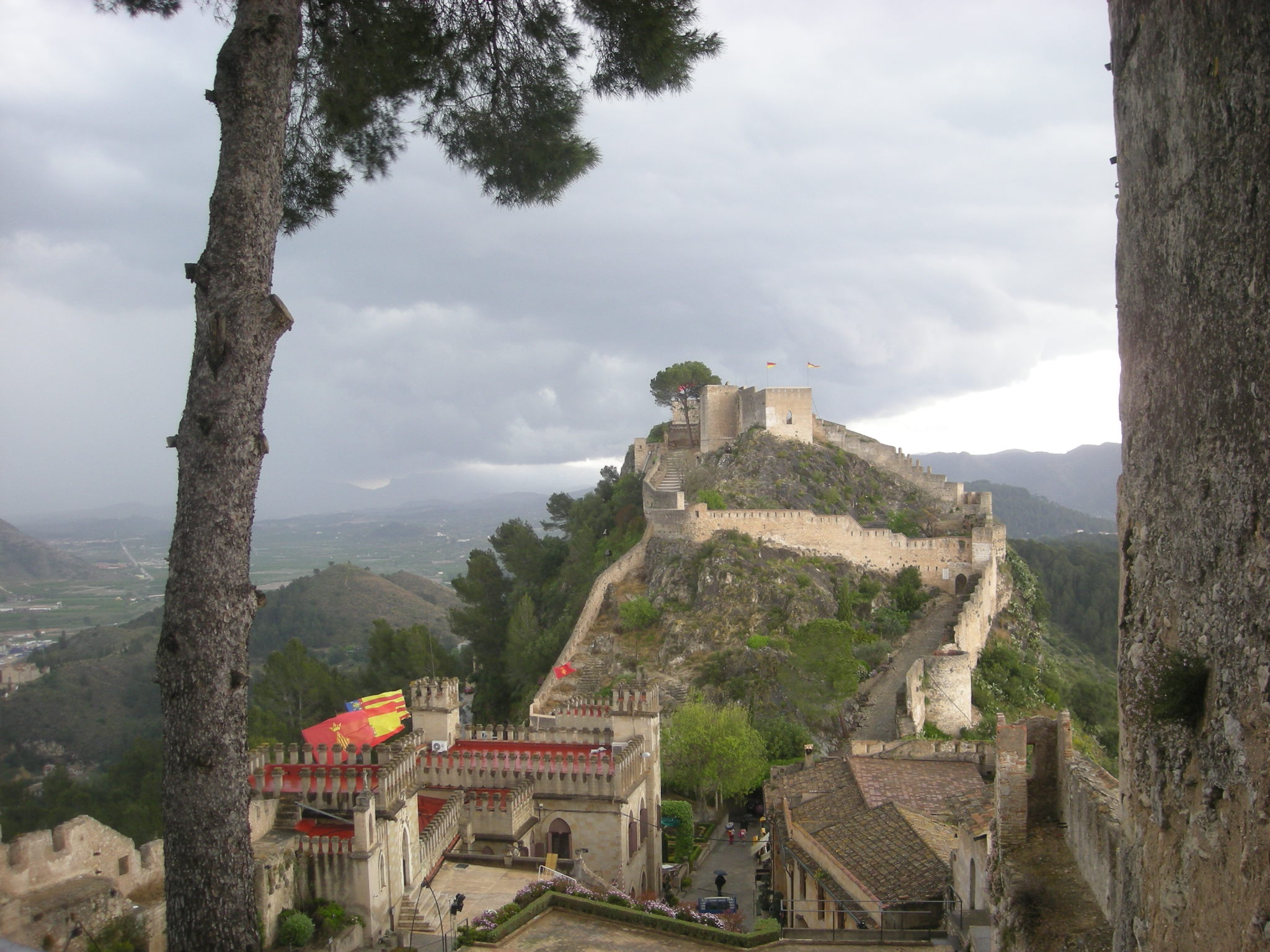
Castillo menor de Játiva, lugar donde se asentó la ciudad íbera de Saiti.

El poblamiento en España tiene una gran antigüedad. En el campo de la historia propiamente dicha, las referencias escritas a los primeros nombres de la zona los tenemos en los escritos de los griegos, fenicios y cartagineses y, en especial, de los romanos. Los topónimos prerromanos son aquellos que existían antes del inicio de la romanización posterior, muchas veces latinizándose. Estos provienen tanto de los pueblos considerados «autóctonos» (íberos, tartesios, celtíberos, vascones, etc.) como colonizadores (fenicios, cartaginenses y griegos, principalmente).
Los topónimos prerromanos «autóctonos» pueden agruparse en grupos en cuanto a su origen. Aunque en la actualidad el vascoiberismo está casi totalmente abandonado, tuvo que haber influencias y préstamos recíprocos entre las lenguas íberas y el vasco, los cuales explicarían que ciertos nombres de lugar tengan el aspecto de parientes de ciertas palabras vascas. Así pues, parece quedar constancia de los siguientes términos: aran «valle» en Ares del Maestre o Aras de Alpuente; ondar «arena» en Ondara y Onda; sagar «manzana» en Segarra (Cuevas de Vinromá), etc. Por otra parte, para determinar el origen prerromano de algunos topónimos es también útil clasificarlo por grupos que se repiten muchas veces, especialmente sufijos. Así ocurre con el sufijo -esa, que aparece en Oropesa, Carpesa, Montesa, Puebla-Tornesa, etc. Destacan también el sufijo -astro, como en Macastre; y el sufijo -uba en Yátova, Gátova, Énova, etc. Otros topónimos prerromanos que no pueden clasificarse tan fácilmente son Arévalo, Arganza, Badalona (relacionada con la Βαιτουλῶν [Baitoulōn] citada por Ptolomeo), Bárcena, Caravaca, Játiva (< val. Xàtiva < ár. شاطِبَة, Ŝāṭibat < lat. Saitabi < íber. Saiti), Salamanca, Soria, Tormes o Turia (relacionada con el estrato precéltico tur-, formante de hidronímicos que está presente también en Turdetania y Tartesos).
Los topónimos prerromanos «coloniales» son básicamente de origen fenicio o griego. Del primero hay ejemplos como Cádiz (< ár. قادس, Qādis < lat. Gades < fen. (𐤂𐤃𐤓(𐤀, (ʾ)gdr, «castillo, fortaleza, recinto murado») o Cartagena (< ár. قرطجانة, Qarṭaǧānatu < lat. Carthago Nova, «Nueva Cartago» < fen. 𐤒𐤓𐤕 𐤇𐤃𐤔𐤕, Qart Hadašt, «nueva ciudad»). Aunque de fundación fenicia, el topónimo de Málaga podría pertenecer a un sustrato anterior y haber sido adaptado por los colonizadores, dadas las dificultades de interpretación (< ár. ملكة, malakatu < lat. Malaca < fen. 𐤌𐤋𐤊𐤀, mlkʾ, «¿salero?, ¿factoría?, ¿templo [de Melqart]?»). De origen griego sobreviven muchos menos, entre ellos Ampurias (< cat. Empúries < lat. Emporiae < gr. Ἐμπόριον, empórion, «mercado, puerto de comercio»), Rosas (< cat. Roses < lat. Rhodus < griego Ῥόδη / Ῥόδος, ródē / ródos, «¿Rodas?, ¿rosa?») y quizás Alicante (val. Alacant < ár. ألْلَّقَنْت al-laqant < lat. Lucentum o Leukante <~ gr. Ἂκρα Λευκῆ, Akra Leukḗ, «promontorio blanco»).

### Toponimia romana o latino-románica

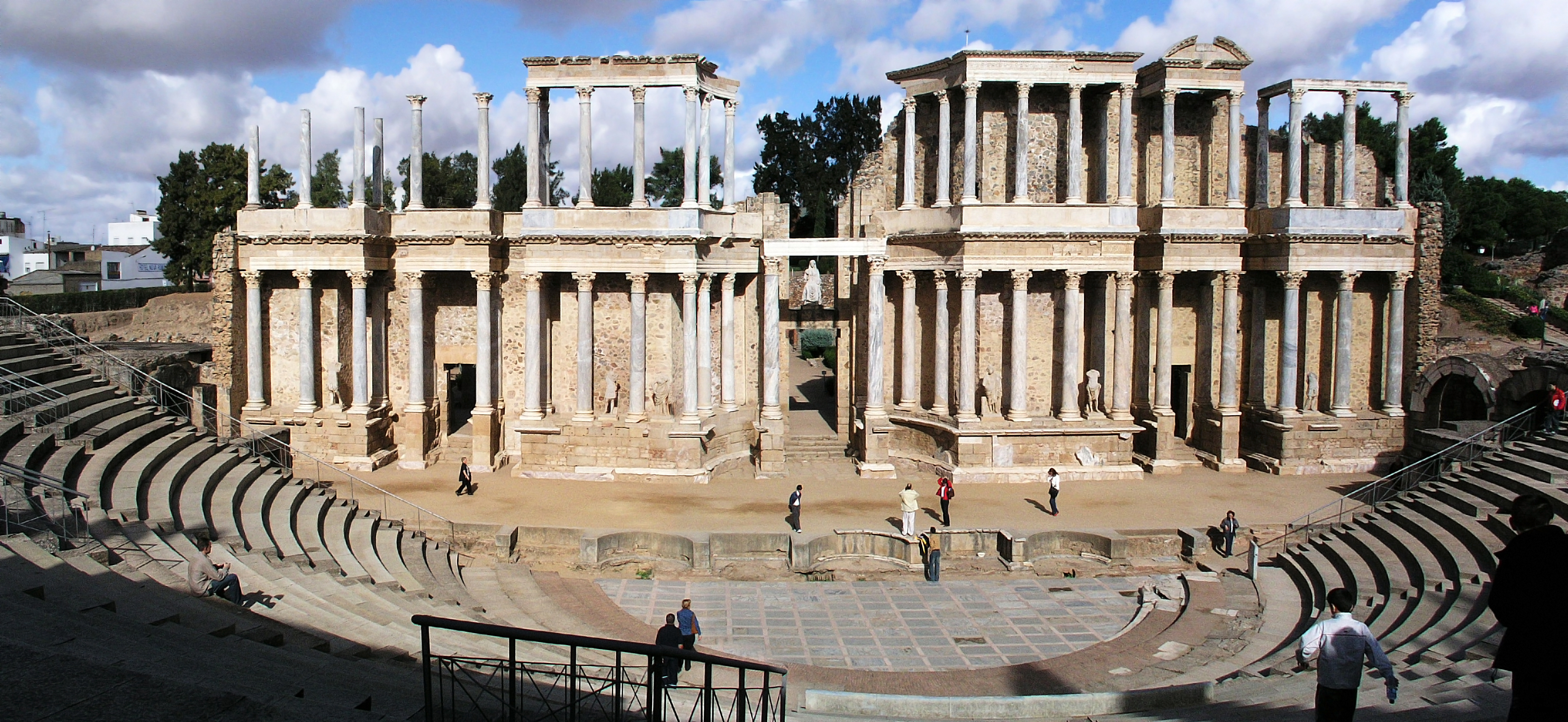
Teatro romano de Augusta Emerita.

A raíz de la conquista romana de la península ibérica a partir del 218 a. C. se inicia un proceso conocido como romanización, que conllevó, entre otros aspectos, la latinización de los pobladores de la península y con ellos sus topónimos, además de la creación de muchos otros nuevos. Hay un número relativamente alto de lugares que mantienen su nombre latino, en bastantes casos modificado por el árabe, aunque se debe notar que el topónimo latino se basa en muchos casos al menos parcialmente en otros topónimos anteriores.
Algunos topónimos de origen romano son Alicante (val. Alacant < ár. ألْلَّقَنْت, al-laqant < lat. Lucentum o Leukante <~ gr. Ἂκρα Λευκῆ, Akra Leukḗ, «promontorio blanco»), Astorga (< lat. Asturica Augusta), Barcelona (< cat. ant. Barchinona < lat. Barcino), Cáceres (< lat. Norba Caesarina o Castra Cæcilia), Gerona (< cat. Girona < lat. Gerunda), León (< lat. Legio), Lugo (< lat. Lucus Augusti), Mérida (< lat. Augusta Emerita), Pamplona (< lat. Pompælo), Tarragona (< lat. Tarraco), Toledo (< lat. Toletum), Valencia (< lat. Valentia), Vich (< lat. Vicus), Vigo (< lat. Vicus) o Zaragoza (< árabe سرقسطة, Saraqustatu < lat. Cæsar Augusta).

### Toponimia germánica
A partir del siglo III se suceden las invasiones bárbaras en la península: visigodos, francos, suevos, vándalos, etc. Su importancia es mucho mayor en la antroponimia que en la toponimia, pero aun así han dejado un reducido número de topónimos, muchos de ellos de tipo patronímico. Algunos ejemplos son Catadau (< Cat Daur, «propiedad de Daur»), Castrojeriz (antropónimo germánico precedido del apelativo «castro»), Lubián, Mondariz, Rezmondo, Ricla, Villabermudo o Wamba (nombre germánico en referencia al rey visigodo Wamba).[cita requerida]

### Toponimia árabe

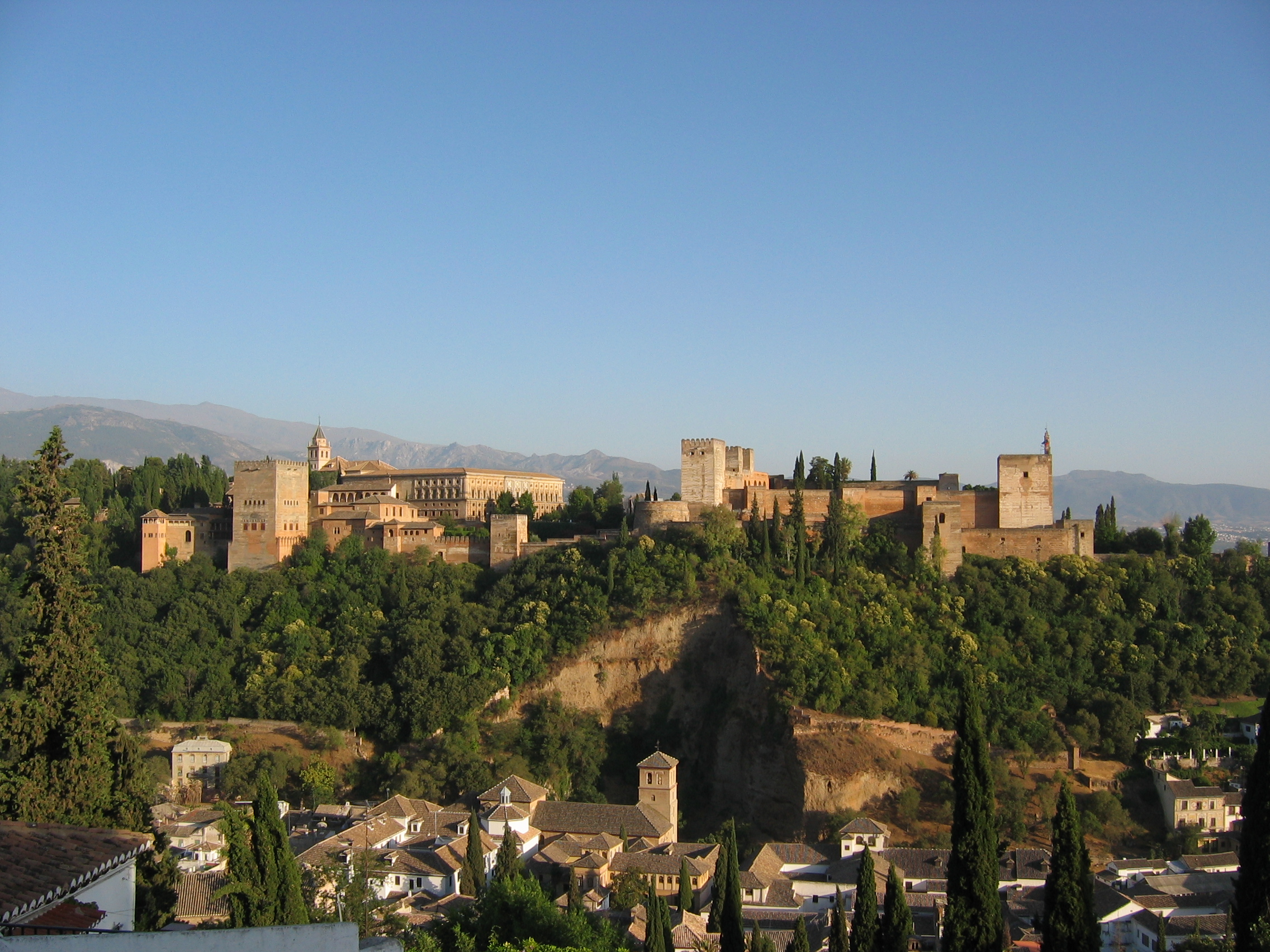
La Alhambra debe su nombre al tono rojizo de sus muros.

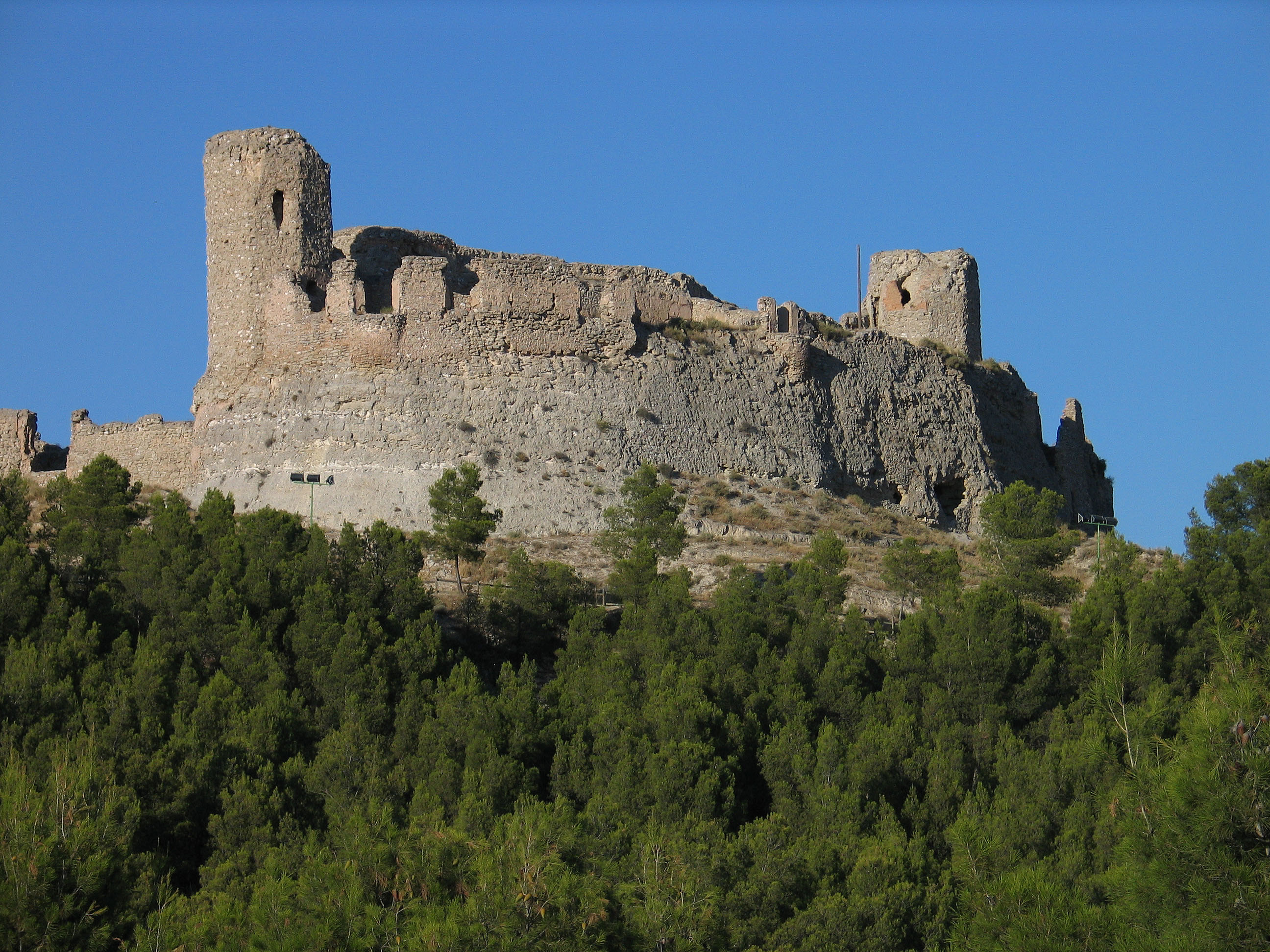
Castillo de Ayub, origen del topónimo de Calatayud (qalaʿat^{u} ʾAyūb).

A principios del siglo VIII se inicia la conquista musulmana de la península ibérica. El nuevo territorio, denominado al-Ándalus en su conjunto, perduró durante unos ocho siglos aunque con extensión cada vez menor, dominando gran parte la toponimia medieval española. La presencia musulmana conllevó el uso del árabe como lengua oficial,y, en menor medida, la bereber, aunque la mayoría de la población andalusí mantuvo como lengua materna el idioma mozárabe durante los primeros siglos. Durante este periodo, los antiguos topónimos se arabizan en gran medida. Además, dado que la presencia musulmana intensifica el entramado urbano y, en general, densifica la población, se crea una gran cantidad de nuevos topónimos que en su mayoría han llegado hasta la actualidad. Algunos de los topónimos son simples apelativos que suelen ir precedidos del artículo determinado أل (al-), muchas veces asimilado a la consonante siguiente (as-, az-, an-, ar-, etc.): Albacete (< ar. ألبسيط, al-basīṭ, «el llano»), Alcalá (< ar. القلعة, al-qalaʿatu, «el castillo»), Alcira (< val. Alzira < ar. الجزيرة al-ĝazīratu, «la isla»), Algeciras (< ar. الجزيرة الخضراء, al-ǧazīratu'l-ḫaḍrāʾ, «la isla verde»), Alhambra (< ar. الحمراء, al-ḥamrāʾ, «la [fortaleza] roja»), Almería (< ar. المرية, al-marīatu, «la torre vigía»), Almoradí (< ar. المُوَلّدين al-Muūalladīn, «los muladíes»), Almudaina (< ar. المدينة al-mudaīnatu, «la ciudadcita»), Anahuir (< ar. النواعير an-naūāʿīr, «las norias»); Bernia (< ar. برنوس, burnūs, «capa con capucha, albornoz»), Guadalquivir (< ar. الوادي الكبير, al-wādī 'l-kabīr, «el río grande») o Murcia (< ar. مرسية, mursīatu <~ lat. Myrtiae «mirtos»). Algunos provienen de una unión de términos en árabe y romance, como Rafelbuñol (< ar. رحل balneolu raḩl balneolu, «el rahal del baño [lugar de aguas]») o Guadiana (< ar. الوادي انا, al-wādī ānā «el río Ana» < lat. Ana). Un buen número de topónimos aparentemente árabes son en realidad arabizaciones de términos romances: Caudete (< ár. القبدغ al-qabdag < *cap d'aq < lat. caput aquae, «cabeza [o principio] de agua»); Vinalopó (< ár. بنلوب binalūb < lat. Pinna Lupi, «peña del lobo»).
Como paralelismo con las villas y predios romanos, el topónimo de las alquerías, rahales y manziles andalusíes solía provenir también de un patrónimo, generalmente precedido de أبو (abū, «padre»), بن (bin, «hijo») o بني (banī, «hijos»; بنو banū en árabe clásico). Ejemplos del primer caso son Albocácer (< ar. أبو قصير Abū Qaṣīr, «Padre de Qasir») o Albuixech (< ar. أبو إسحاق Abū Isḥāq, «Padre de Isaac»), Ejemplos del segundo son Benejama (< ar. بني الشحمي banī aŝ-Ŝaḩmī, «Hijos de las tierras fértiles»); Benijófar (< ar. بني جعفر banī Ĝaʿfar, «Hijos de Yafar»), Benimámet (< ar. بني محبط banī Maḥbiṭ, «Hijos de Mahbit»), Benimuslem (< ar. بني مسلم banī Muslim, «Hijos del musulmán») o Redován (< ar. بَبي ردون banī Ridūan. «Hijos de Riduan»);
Muchos de los topónimos de origen descriptivo pueden ser útiles a la hora de corroborar datos históricos. Así, la existencia de una vía romana o andalusí queda evidenciada a partir de topónimos como Albalat o Albalate (< ar. البلاط al-balāṭ, «la calzada»), Almohaja (Aspe) (< ar. المحجة al-maḥaĝĝatu, «el camino real»), Albatera (< ar. الوتيرة al-ūatīratu, «la pista»), Almusafes (< ar. المنصف al-manşaf, «la mitad del camino») Alboret (< ar. البريد al-barīd «la posta, el correo») o los derivados de منزل (manzil, «parador»): Masamagrell, Masalfasar, Masarrochos, Masanasa, etc. Por su parte, los topónimos derivados de كنيسة (kanīsatu, «iglesia»), como la Canesia (Lorcha), Alcaníssia (Murla) o la Carènsia (Turís), denuncian la existencia de núcleos mozárabes.

### Toponimia guanche o canaria

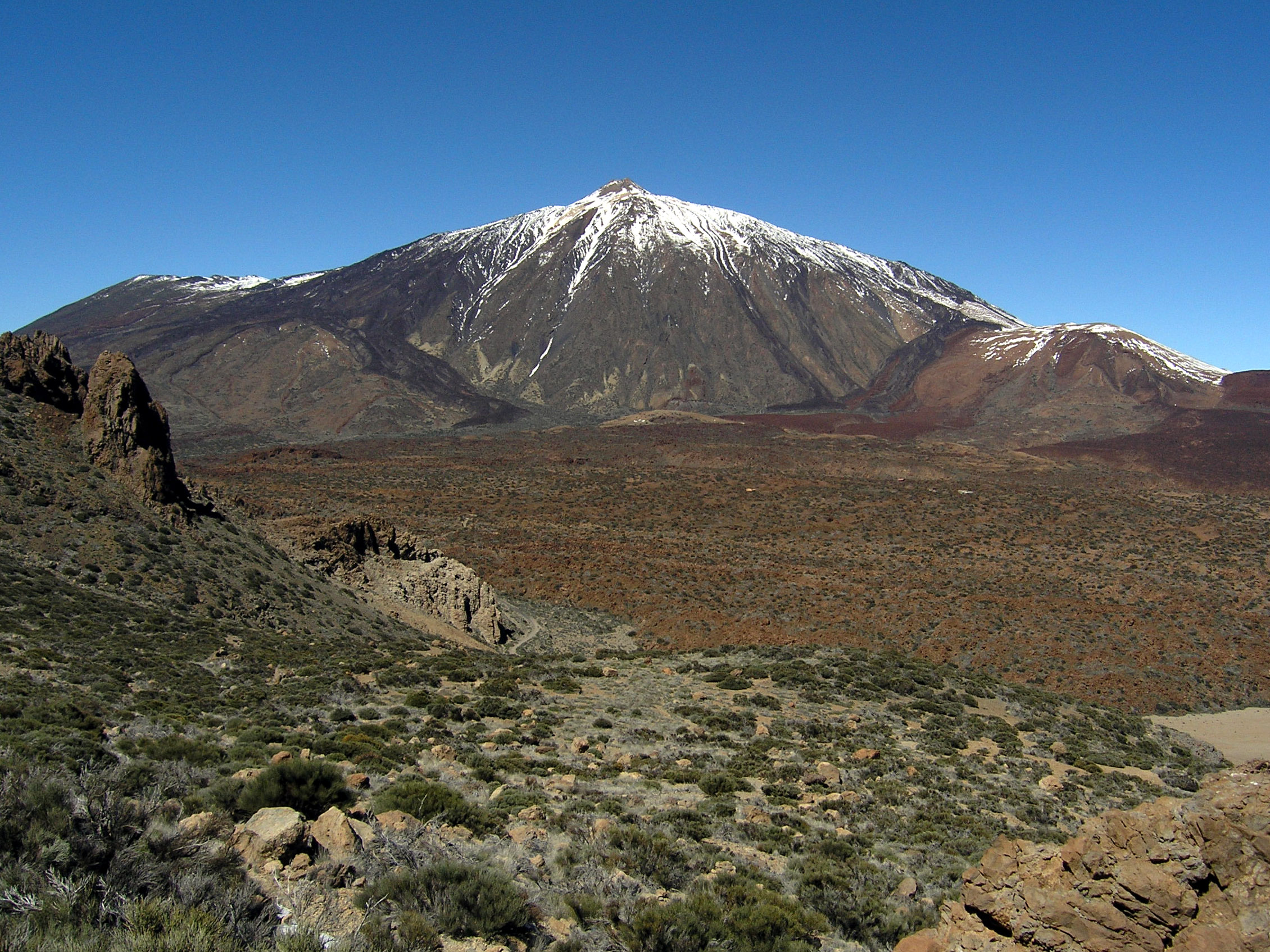
El volcán del Teide dio origen también al propio topónimo de Tenerife.

Las islas Canarias estuvieron pobladas principalmente por los pueblos bereberes denominados guanches hasta la conquista castellana que se desarrolló a partir del siglo XV. Como consecuencia, la lengua guanche desapareció y los topónimos se castellanizaron; no obstante, la mayoría de ellos sigue denunciando su origen autóctono, como Garachico, Garafía, La Guancha, Orotava, Teide o Tenerife (< guan. tene ife, «montaña blanca»).

### Toponimia moderna
Buena parte de los topónimos mayores ya figuran en gran parte de textos medievales. Sin embargo, existen otros topónimos que se han desarrollado posteriormente, algunos incluso en fechas recientes, y tienen por tanto origen en las lenguas habladas en España. Un buen número de estos topónimos derivan de nombres de santos, como San Fulgencio o la Colonia de Santa Eulalia. A partir del siglo XVIII aparecen algunos basados en poblaciones ya existentes, como Nueva Tabarca (Nova Tabarca), basada en la isla tunecina homónima de la que provenían los pobladores.
Existen también en este periodo, al igual que en etapas anteriores, topónimos derivados de patronímicos, como Los Montesinos, Torre de Embesora (Torre d'en Besora), Sierra Engarcerán (Serra d'en Garceran) o Emperador. Asimismo, ha persistido el antiguo uso del término lugar con el sentido actual de pedanía en topónimos como Lugar Nuevo de la Corona (Llocnou de la Corona), Lugar Nuevo de San Jerónimo (Llocnou de Sant Jeroni) y Lugar Nuevo de Fenollet (Llocnou d'en Fenollet), que se origina, además, en un patronímico.